# 水族館バカ一代
『水族館バカ一代』（すいぞくかんバカいちだい）は、渡辺電機(株)による日本の漫画。『ヤングアニマル』（白泉社）にて、2006年No.11から2007年No.4まで連載された。単行本は全1巻。

## 単行本
『水族館バカ一代』 白泉社〈ジェッツコミックス〉 全1巻
- 2007年5月29日発売、ISBN 978-4-592-14274-4